# LIFO

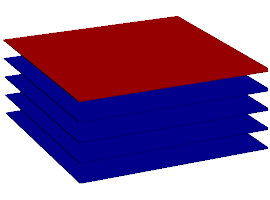
I en stack läggs element på stacken och det sist ditlagda elementet, kommer först att tas ur stacken. Därför är en stack av LIFO-struktur.

LIFO (Engelska: Last In, First Out, "Sist in, Först Ut") är ett kösystem som används i datorsystem.
LIFO implementeras oftast som en stack. Varje element som kommer in läggs på högen, och när datorn är klar med det den håller på med så plockar den översta elementet på stacken.
För att ge ett exempel från verkligheten kan man jämföra LIFO med en hög med arbetsuppgifter. En handläggare har en inkorg med uppgifter. Handläggaren tar den översta uppgiften i inkorgen, och behandlar den. När handläggaren är färdig tas nästa uppgift överst på högen och behandlas. Samtidigt kommer det hela tiden in nya uppgifter som läggs överst i inkorgen.
Ett potentiellt problem med LIFO kan vara att om uppgifterna kommer in i högre takt än de hinner slutföras, kommer det först inkomna elementet aldrig behandlas.